# 清水大輔 (クリエイター)
清水 大輔（しみず だいすけ、1976年3月19日 - ）は、日本の映像タイムラプスクリエイター。福島県いわき市出身。日本初のタイムラプスハイパーラプス専門クリエイター。NHKの番組「TIME-LAPSE JAPAN」「福島タイムラプス」「そこにある光」の映像制作と主演をしている。また東芝メモリのCMに起用されている。2019年11月には日本初のタイムラプスハイパーラプス個展 を開催。

## 概要
1976年、福島県いわき市生まれ。2011年の東日本大震災を福島県いわき市で経験、被災。それをきっかけに地元福島県に貢献したい思いで、タイムラプスハイパーラプス映像の制作を福島県いわき市で始める。
2015年フリーの映像タイムラプスクリエイターとして会社員から独立。2018年NHKBS1スペシャルで放送された「福島タイムラプス震災7年目の映像詩」で、1年間の活動に密着したドキュメンタリー番組が放送され、ATP賞テレビグランプリ2018優秀賞、ニューヨークフェスティバル（ドキュメンタリー：コミュニティーポートレート部門）「銀賞」をそれぞれ受賞。現在は国内外で映画やドラマ、CMなど様々な媒体で映像制作をしている。

## 経歴
- 2013/09   テレビユー福島 福島でのタイムラプス映像制作を特集される
- 2014/03   NHK総合 特ダネ!投稿DO画でタイムラプス映像制作の特集される
- 2014/07   CANON HPにてタイムラプス映像の発信を開始[2]
- 2014/09   日本経済新聞にタイムラプス映像制作活動を記載
- 2014/12   NHK総合 特ダネ!投稿DO画で福島から富士山を撮影したタイムラプス映像を紹介される
- 2014/12   Yahoo!japan 映像トピックスで [Scenery of Fukushima,japan Timelapse#016] を特集される
- 2015/02   葉加瀬太郎クライズラー＆カンパニー『新世界』PVのタイムラプス映像を担当
- 2015/03   JR東日本 福島デスティネーションキャンペーンのタイムラプス映像を担当
- 2015/03   ハフィントンポスト紙に活動を記載
- 2015/04   神奈川大学CMのタイムラプス ハイパーラプス映像を担当
- 2015/09   NHK World [videos gone viral]  でタイムラプス映像制作の活動を紹介される
- 2015/10   ナショナルジオグラフィックで [Scenery of Fukushima,Japan 2015 Timelapse 4K] を特集される
- 2016/01   三菱自動車「見上げるプロジェクト」への タイムラプス映像の連載開始
- 2016/03   NHK総合「明日へ」でタイムラプス映像とその活動を特集される
- 2016/04   イタリア ミラノのミラノサローネ[ミラノデザインウィーク]へ タイムラプス映像を提供
- 2016/07   フジテレビ「とくダネ」のハイパーラプス特集で映像と撮影風景を特集される
- 2017/07   テレビユー福島「ふくしまの絶景」スペシャル番組で撮影風景と映像作品を特集される
- 2017/09   日本初のタイムラプスとハイパーラプスのみで構成されたFukushima energy社のCM作品の撮影を担当
- 2017/11   citrus × YAMAHA「時間を感じよう渋谷編」CMのタイムラプス映像を担当
- 2017/11   Facebook navi「JAPAN timelapse」シリーズの連載開始
- 2017/12   citrus × YAMAHA「時間を感じよう富士山編」CMのタイムラプス映像を担当
- 2017/12   NHK World「Fukushima TIME/LAPSE」で1年間の活動に密着したドキュメンタリー番組が放送される
- 2018/01   zero one社CMのタイムラプス映像を担当
- 2018/01   東芝メモリ社  EXCERIA Ambassadorとして活動開始
- 2018/03   CP +2018 TOSHIBAブースにてタイムラプス、エクストリームの技法について登壇し発表する
- 2018/03   NHK BS1スペシャル「福島タイムラプス震災7年目の映像詩」で、1年間の活動に密着したドキュメンタリー番組が放送される[3]
- 2018/04   Vimeoのトラベルカテゴリーの注目作品に[NIPPON -Discover Japan- | Timelapse Hyperlapse Film 4K] が選出される
- 2018/04  NHK BS1「福島タイムラプス」シリーズ放送開始
- 2018/05   JRA日本ダービー公報映像をタイムラプス映像として制作
- 2018/06   清水大輔のドキュメンタリー番組、NHKBS1スペシャル「福島タイムラプス 震災7年目の映像詩」が ATP賞テレビグランプリ2018優秀賞を受賞
- 2018/07  TBS 「JNNふるさと紀行 尾瀬ひのえまたの旅」のタイムラプス映像を担当。撮影風景とインタビューを放送
- 2018/08  NHK World 特別プログラム『OGASAWARA The Guardians of Paradise』番組のタイムラプス、ハイパーラプスの撮影を担当
- 2018/08  NHK1.5チャンネルにて タイムラプスクリエイターとしての活動を特集される[4]
- 2018/09  NHK World「OGASAWARA Time-lapse」シリーズ放送開始
- 2018/10  [TOSHIBA EXCERIA PRO]のTVCMにタイムラプスクリエイターとして主演起用される
- 2018/12 2018年NHK紅白歌合戦.。嵐の「君のうた」歌唱中のタイムラプス、ハイパーラプス映像で構成されたステージ映像を担当
- 2019/01 NHK World [NAGASAKI The Hidden Faces of Faith] タイムラプスを担当
- 2019/01 カメラ雑誌[CAPA2月号] にタイムラプスクリエイターとして特集される[5]
- 2019/02 CP+2019 TOSHIBAメモリ社ブースに登壇
- 2019/03  主演と撮影を担当している NHK [TIME-LAPSE JAPAN] season3 [NAGASAKI Timelapse] 放送開始
- 2019/04  主演と撮影を担当している NHKBS8K [そこにある光] 放送開始
- 2019/04  清水大輔のドキュメンタリー番組、NHKwolld「Fukushima Time/Lapse」がニューヨーク・フェスティバル（ドキュメンタリー：コミュニティーポートレート部門）「銀賞」受賞
- 2019/05  日本初のフローモーションとストップモーションで表現した観光PR動画「YABUKI Time-Lapse」を担当
- 2019/05  日本初の8Kシネマスコープタイムラプスのみで表現した観光PR動画「SAMEGAWA TIMELAPSE」を担当
- 2019/07  NHK Special Programs  [Barakan Discovers Tokyo] のタイムラプスを担当
- 2019/09  SHARP  AQUOS 4K 8K液晶テレビ タイムラプスハイパーラプス映像担当開始
- 2019/11  日本初のタイムラプス個展 [そこにある光] を渋谷Artsgalleryで開催
- 2019/11  TOSHIBA REGZA 8K有機ELテレビの開発発表用映像に採用[6][7]
- 2019/12  TOSHIBA REGZA 4Kテレビ タイムラプスハイパーラプス映像担当開始
- 2019/12  中京テレビ「香取慎吾と願いを叶えるクリスマス大作戦」に出演

## 主演 担当番組
- NHKワールド JAPAN「TIME-LAPSE JAPAN]」シリーズ
- NHK BS1「福島タイムラプス」シリーズ
- NHK BS8K「そこにある光」シリーズ

## 主演CM
- 東芝メモリEXCERIA PRO

## 過去の出演番組
- 2016年 3月NHK総合「明日へ」
- 2016年 7月フジテレビ「情報プレゼンター とくダネ!」
- 2017年 7月テレビユー福島「ふくしまの絶景」
- 2017年12月NHKワールド JAPAN「Fukushima TIME/LAPSE」
- 2018年 3月NHKBS1スペシャル「福島タイムラプス震災7年目の映像詩」
- 2018年 7月TBS「JNNふるさと紀行 尾瀬ひのえまたの旅」
- 2019年12月中京テレビ「香取慎吾と願いを叶えるクリスマス大作戦」

## 新聞雑誌記事
- 2014年 9月日本経済新聞
- 2015年 3月ハフィントンポスト
- 2019年 1月学研「CAPA2月号」